# Lobola
Lobola eller lobolo (från ngunispråk, ofta missvisande översatt med brudpris) är i Sydafrika namnet på de gåvor i form av boskap, pengar eller värdeföremål som brudgummens familj överför till brudens släkt för att legitimera äktenskapet, kompensera för förlusten av hennes närvaro och arbetskraft och för att ge brudgummen faderskapsrättigheter till de barn bruden kan komma att föda.